# Sominot
Sominot là một đô thị cấp năm ở tỉnh Zamboanga del Sur, Philippines. Theo điều tra dân số năm 2000, đô thị này có dân số 14.815 người trong 2.913 hộ.

## Các đơn vị hành chính
Sominot, về mặt hành chính, được chia thành 18 khu phố (barangay).
| - Bag-ong Baroy - Bag-ong Oroquieta - Barubuhan - Bulanay - Datagan - Đern Poblacion - Lantawan - Libertad - Lumangoy | - New Carmen - Picturan - Poblacion - Rizal - San Miguel - Santo Niño - Sawa - Tungawan - Upper Sicpao |